# Ritratto di Leone X con i cardinali Giulio de' Medici e Luigi de' Rossi (Andrea del Sarto Napoli)
Il Ritratto di Leone X con i cardinali Giulio de' Medici e Luigi de' Rossi è un dipinto a olio su tavola (159×119 cm) di Andrea del Sarto, databile al 1525 circa e conservato nel Museo nazionale di Capodimonte a Napoli.
Il dipinto è la copia del Ritratto eseguito nel 1518 da Raffaello Sanzio e conservato nella Galleria Palatina di palazzo Pitti a Firenze.

## Storia

### La commessa e lo scambio delle tavole
Le vicende legate alla storia del dipinto sono ben note quantunque descritte da Giorgio Vasari ne le sue Le vite de' più eccellenti pittori, scultori e architettori del 1550.
Il dipinto fu eseguito da Andrea del Sarto per volere di Ottaviano de' Medici che chiese al pittore di effettuare una copia perfetta della tela originale di Raffaello da destinare a Federico Gonzaga, il quale nel 1524 fece richiesta a papa Clemente VII di ricevere in dono proprio la versione del Sanzio. Il papa aveva quindi accettato di assecondare le volontà del Gonzaga e pertanto chiese ad Ottaviano de' Medici di consegnare la tavola raffaellesca, fino ad allora esposta nel palazzo di famiglia a Firenze, e nel contempo di far eseguire da un valido pittore una copia da lasciare nella città toscana, così da conservarne la memoria. Ottaviano ebbe invece l'intuito di non privare la città toscana del capolavoro di Raffaello, infatti ordinò ad Andrea del Sarto di eseguire sì una copia della tavola, da compiere «con ogni diligenza [...] in simile grandezza e in tutte le sue parti», ma quella che destinò al ducato di Mantova intorno al 1525, seppur spacciata per originale, non fu il ritratto del Sanzio del 1518,  ma bensì la copia stessa del Sarto.
La tavola fu copiata in maniera così puntale e di qualità che trasse in inganno persino Giulio Romano, allievo del maestro di Urbino che collaborò con lo stesso addirittura nell'esecuzione della tavola originale, il quale era impegnato nella città mantonava essendo pittore di corte della famiglia Gonzaga. Solo qualche anno più tardi il Vasari confidò al Romano che il dipinto gonzaghiano era in realtà copia di mano di Andrea del Sarto.

### L'ingresso nella collezione Farnese

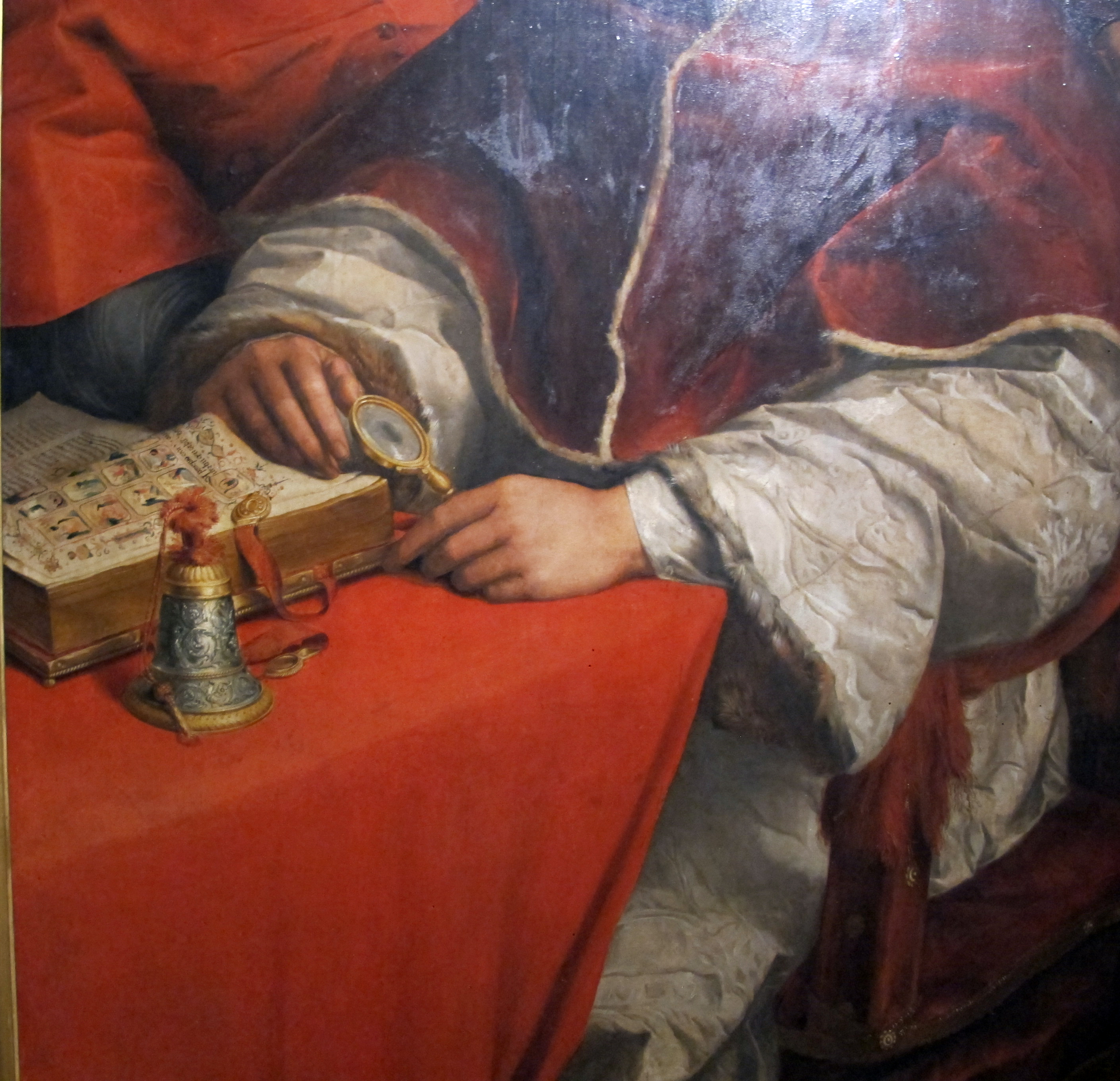
Dettaglio

Nel corso del Cinquecento la tela vive le medesime sorti della Madonna della Gatta di Giulio Romano, all'epoca anch'essa ritenuta erroneamente di Raffaello: sarebbe quindi passata dapprima dalle collezioni Gonzaga a quella dei Sanseverino, probabilmente su acquisto diretto, trovando esposizione nel castello di Colorno, per poi confluire nel 1612 nella collezione Farnese di Roma dietro sequestro di tutti i beni posseduti da Barbara Sanseverino e dal marito Orazio Simonetta, condannati per aver congiurato contro Ranuccio I Farnese.
Entrato nelle raccolte parmensi, sotto la reggenza del ducato da parte di Odoardo Farnese (1622-1626), il dipinto fu considerato meritevole di essere portato nel palazzo Farnese romano, dov'era allestita la quadreria ufficiale della famiglia, assieme ai pezzi più importanti della raccolta. Viene quindi citato nella capitale pontificia nel 1644 e nel 1653 con l'assegnazione erronea a Raffaello, che rimane in essere anche in occasione del nuovo trasferimento dell'opera a Parma, dapprima nelle raccolte di palazzo del Giardino (dov'è registrato nel 1680) e poi in quelle di palazzo della Pilotta. Nella Descrizione delle opere più meritevoli della galleria emiliana del 1725 la tavola trova menzione da parte dell'autore, Richardson, che ebbe anche il merito di sottoporre all'attenzione, per la prima volta, il collegamento del Ritratto farnese con quanto raccontava il Vasari nella sua Vite de' pittori, mettendone in discussione l'assegnazione a Raffaello a vantaggio di Andrea del Sarto.

### Il trasferimento a Napoli
Il dipinto, così come gran parte della collezione Farnese, fu trasferito a Napoli tra il 1734 e il 1760 per volere di Carlo III di Spagna, nuovo re di Napoli e figlio di Elisabetta Farnese, ultima discendente della famiglia e unica ereditaria dei beni farnesiani. La collocazione della tavola, che era ancora assegnata al Raffaello nelle guide locali, si alternò più volte tra Capodimonte e palazzo Reale finché non fu trasferito a Palermo intorno al 1798. Ritornato poi a Napoli nel 1815-1816 con la restaurazione borbonica di Ferdinando I, il dipinto passò in secondo piano una volta scoperta la sua storia.

## Descrizione
Sul retro della tavola un'iscrizione riporta: «P.Leon X/ma di Rafaelo d'Urbino», con anche le firme di Giovan Battista Bertoluzzo (procuratore dei beni Sanseverino) e quella con il sigillo notarile di Agostino Nerone (applicato in fase di sequestro dei beni), il sigillo Farnese in ceralacca grigia (identificativa delle tele farnesiane provenienti da Roma, in quanto quelle provenienti dalle raccolte emiliane erano in ceralacca rossa) con giglio incusso, il numero d'inventario 215 inciso e il numero 40 in vernice chiara.
Secondo fonti settecentesche nello spessore della tavola era incisa la firma del vero autore dell'opera «ANDREA F.P.», grazie alla quale il Vasari avrebbe potuto svelare a Giulio Romano lo scambio avvenuto tra i due ritratti; tuttavia questo elemento non è più confutabile in quanto restauri avvenuti nello stesso secolo avrebbero allungato la tavola di circa 5 cm (la copia napoletana infatti appare leggermente più grande di quella fiorentina).